# Vegas de Almenara
Vegas de Almenara es un pequeño poblado situado a 2,3 km al oeste del término municipal de Peñaflor (Sevilla), dentro de la provincia de Sevilla y del valle del bajo Guadalquivir. Aquí se inscribe también el poblado de La Vereda.

## Historia del proyecto
Como La Vereda, Vegas de Almenara es un poblado de Colonización que se crea durante los años 50 a partir del desarrollo de la zona regable del Bembézar, junto con el Priorato y Setefilla, pertenecientes a Lora del Río. Mientras que la Vereda se abandonó prácticamente (hoy son segundas residencias y casas rurales turísticas), Vegas de Almenara ha mantenido su pujanza como poblado gracias a la cercanía al núcleo principal de Peñaflor, a la carretera comarcal 431, principal eje de comunicación del municipio, y a la agricultura, principal actividad económica.

## Trazado urbanístico
Proyectada por el arquitecto Jesús Ayuso Tejerizo. Se encuentra en la margen derecha del río Guadalquivir, en lo que era la antigua finca de Las Teresas. Fue estructurada con un diseño racionalista que parte de la Plaza Mayor abierta, de la que arranca un eje central norte-sur, que articula las casas en manzanas a ambos lados y dos calles perpendiculares con el mismo esquema. El proyecto tenía viviendas para colonos, obreros, para el guarda, tractorista, maestros, comerciales, dos escuelas, dos artesanías, el ayuntamiento o edificio administrativo, dispensario la iglesia y un campo de deportes.
Al otro lado de la Plaza Mayor, a la derecha del edificio administrativo, está la Iglesia y sus dependencias. Destaca la torre-campanario de ladrillo, que también permite ver al poblado desde lejos. La iglesia y su patrimonio mueble bien merecen una visita.

## Arquitectura

### Viviendas
Las viviendas eran austeras y con formas limpias aunque inspiradas en la arquitectura popular andaluza, con la planta alta unida a la de la otra acera con formando un puente que da sombra a los viandantes. Tienen dos plantas, tres dormitorios, corral en la parte trasera y patio a la fachada. 

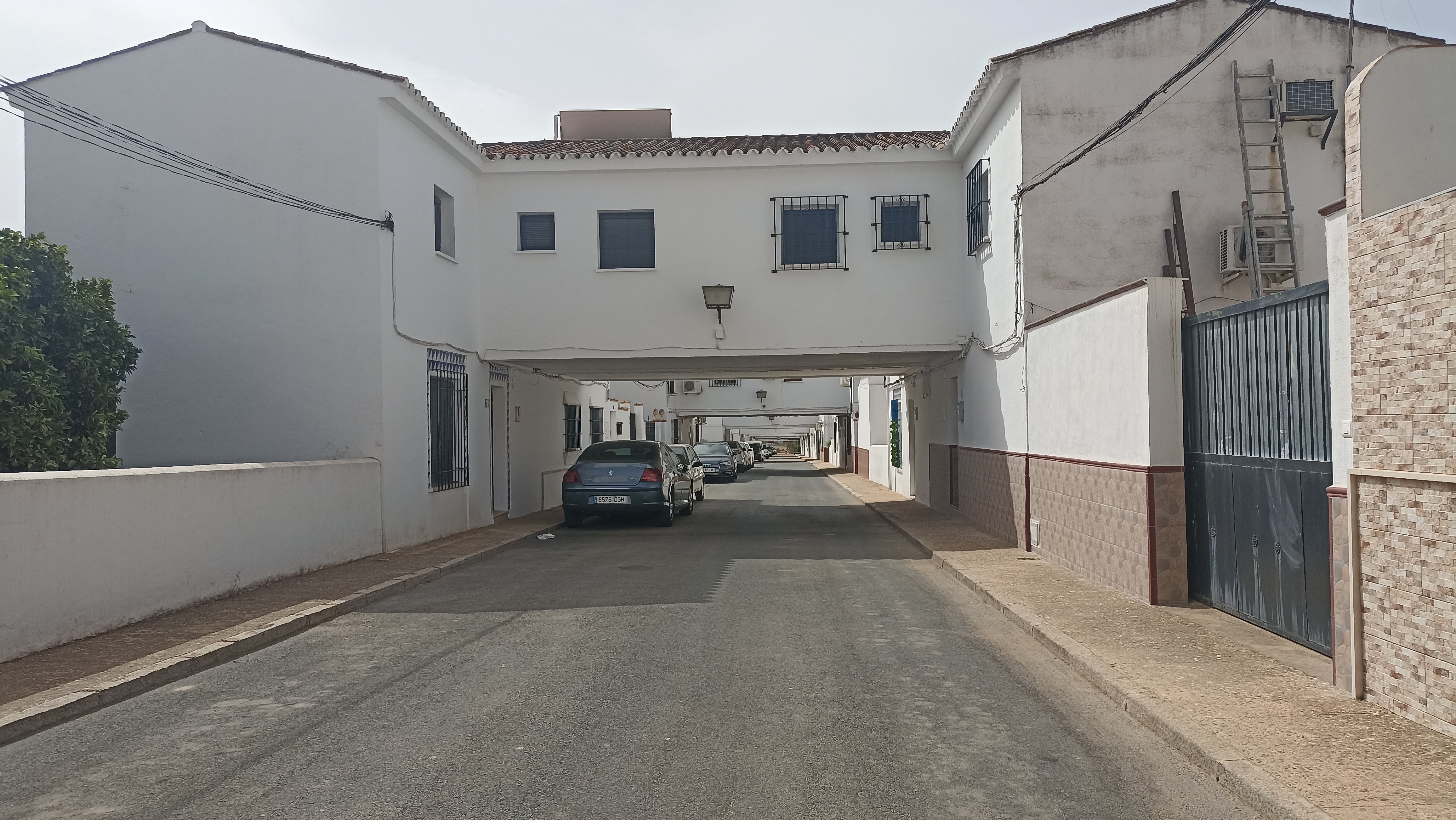
Detalle de la unión de la planta alta de las casas.
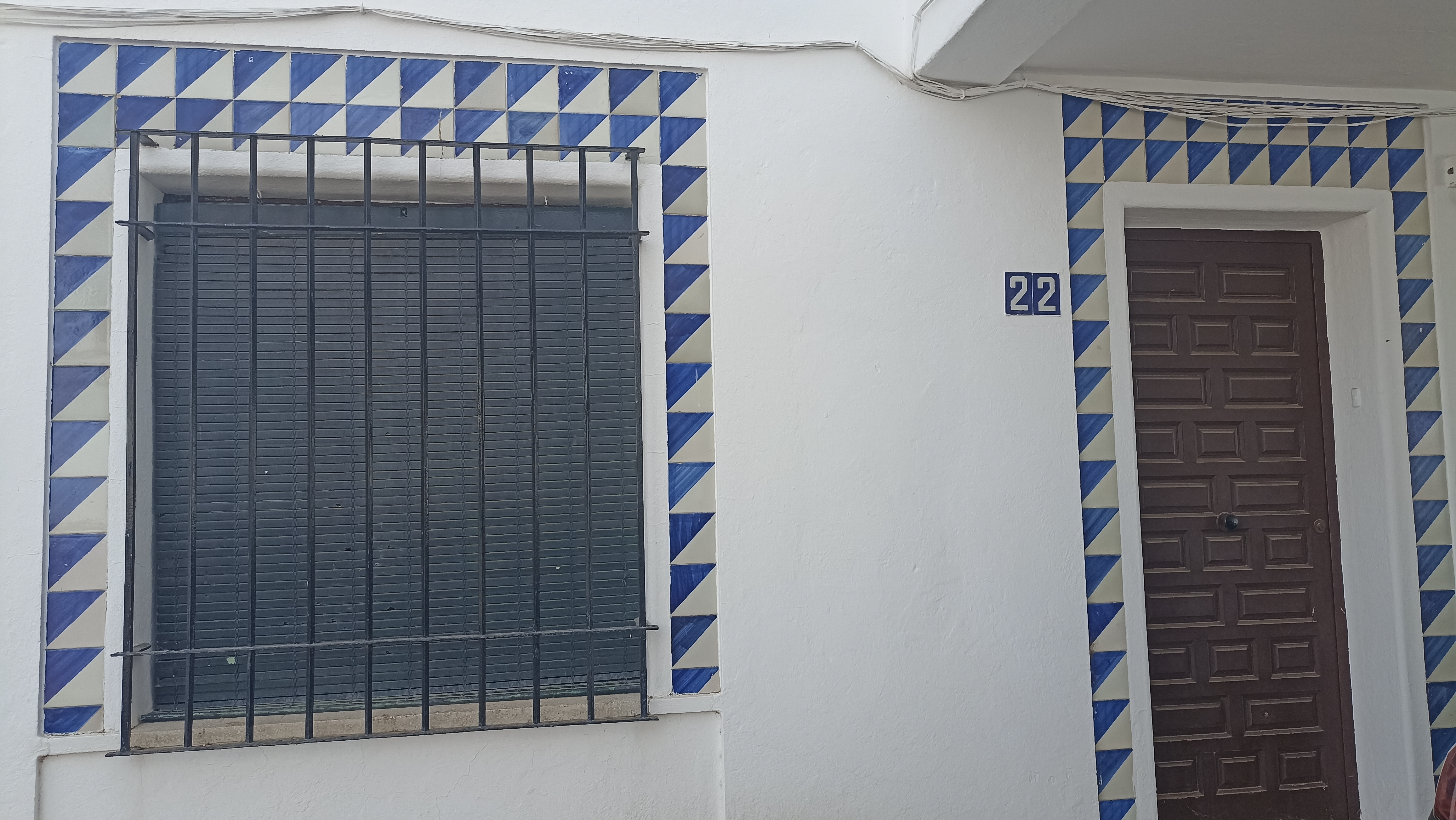
Detalle de los azulejos que decoran las casas

### Edificio administrativo
El centro cívico-religioso está en la entrada del pueblo, concebido como una portada, una fachada que se presenta ante quien entra en el pueblo. El Ayuntamiento está en el centro, con un balcón constitucional y decoración de cerámica con un sol sonriente y una veleta. 

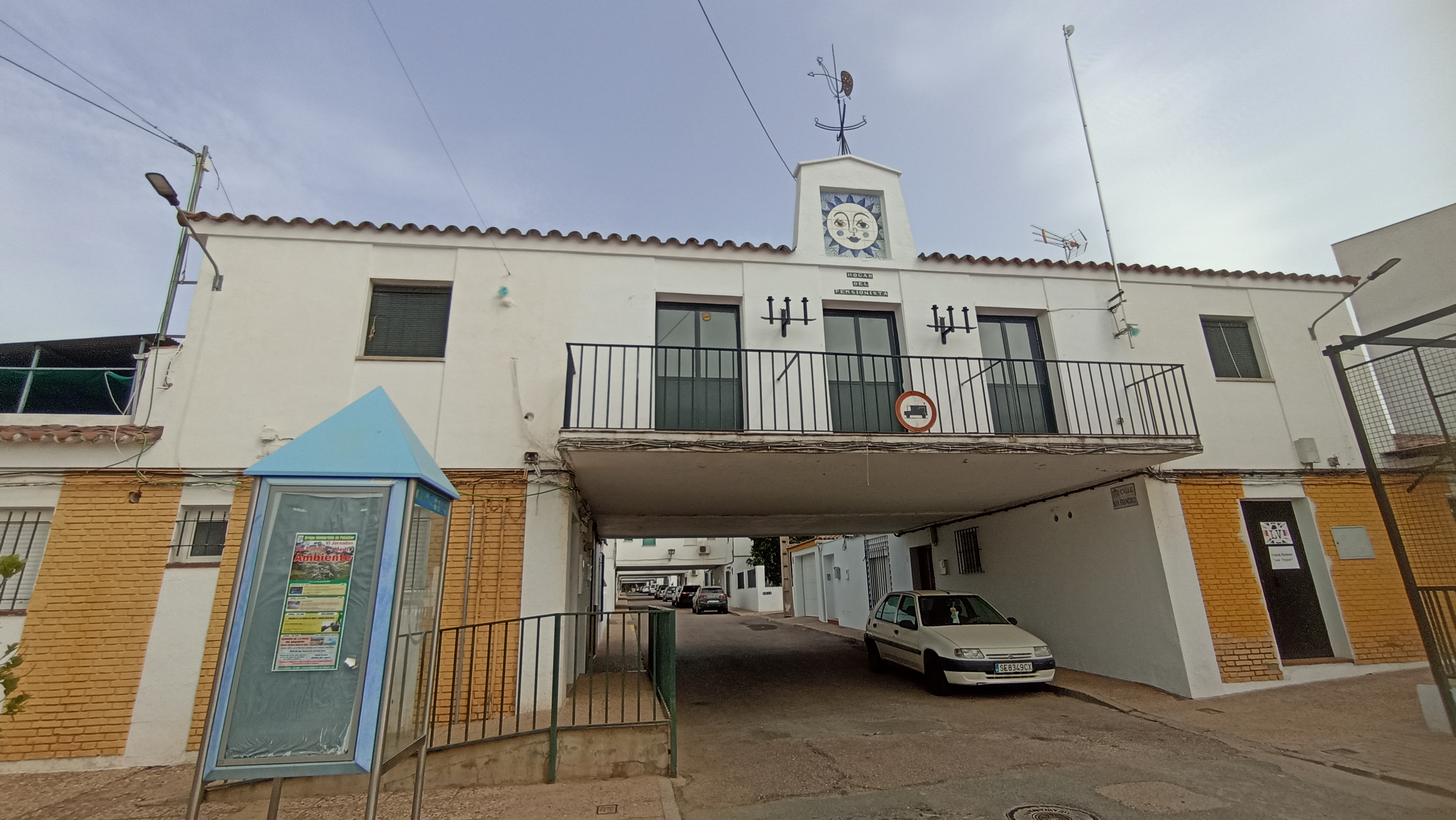
Edificio administrativo que da la entrada al pueblo.

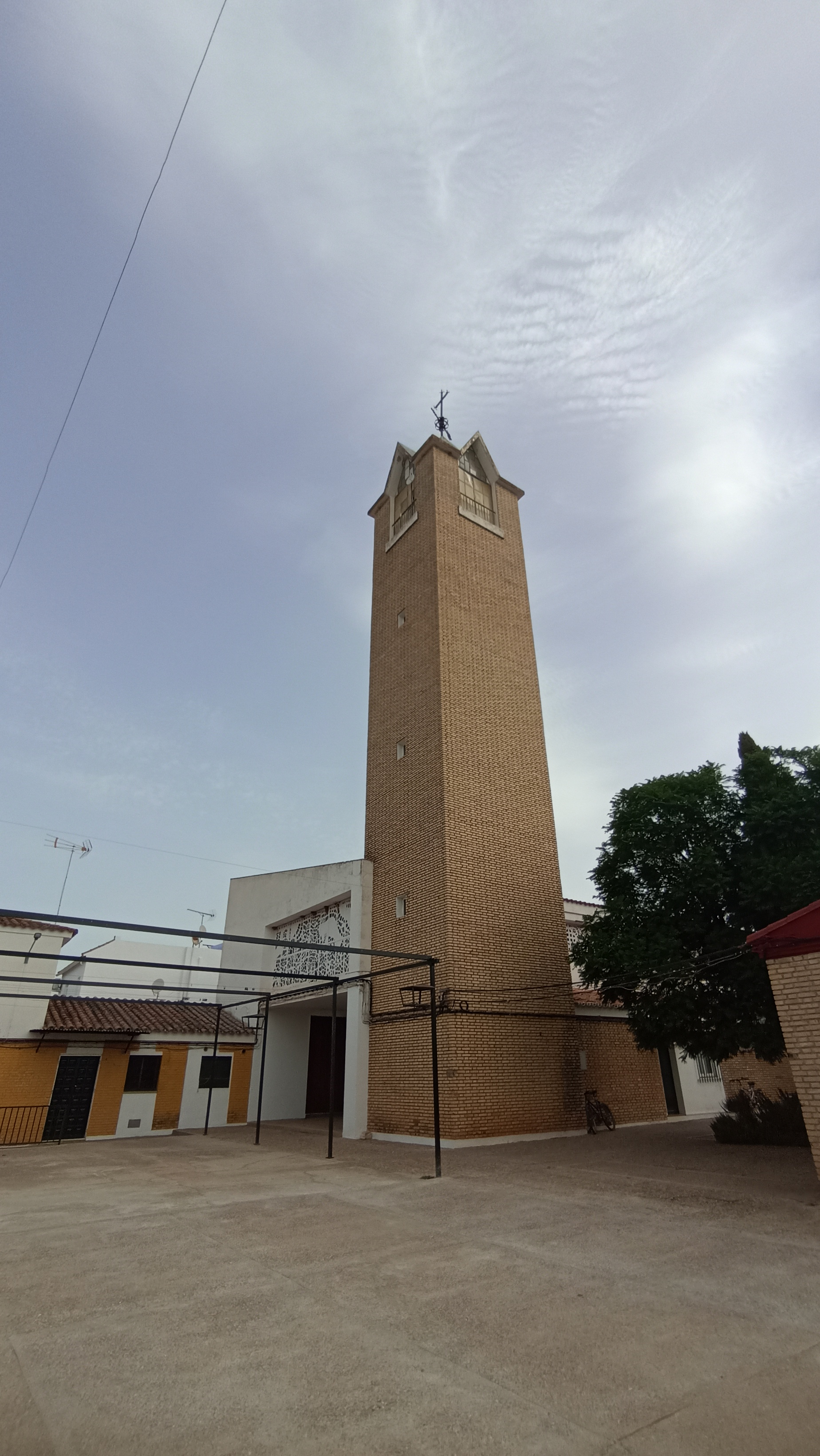
Vegas de Almenara Iglesia San Isidro Labrador

### La Iglesia de San Isidro Labrador
Edificio racionalista. Es de planta de salón, lo que nos permite una visión diáfana del interior. La cubierta es original, mediante rombos alargados que hacen un juego de sombras, luces y colores que entran por las vidrieras. El presbiterio está elevado y presidido por el mural cerámico del sagrario, realizado por Antonio Hernández Carpe. Igualmente, este artista multidisciplinar, que llegó a estar en contacto y recibe influencias de Vázquez Díaz, Solana y Picasso, conjuga aquí el expresionismo con lo naíf, dándole un toque de modernidad tanto en las cerámicas como en las vidrieras que realiza para este templo, destacando la que está en el coro alto representando la crucifixión en 22 paneles. También es el autor de las placas cerámicas en tonos azules con la temática del Vía Crucis.
En el lado de la epístola podemos ver una Inmaculada y un Crucificado. En el lado del evangelio había un relieve del baustismo pero fue desplazado a los pies del templo por el Concilio Vaticano II. La imagen de la Inmaculada, sin policromar, es de gran elegancia y belleza. Forma parte de una serie de los talleres de Arte Granda. El crucificado, también sin policromar, es obra de Luis Marco Pérez, con una buena factura, elegante y  de gran naturalismo, se nota la influencia barroca y el estudio anatómico: está a punto de expirar, con la caja torácica muy hinchada y el abdomen hundido, dirige su mirada al fiel a sus pies. 
El relieve del Bautismo de Cristo sigue la típica composición piramidal, sencilla, equilibrada y también sin policromar. Es obra de la artista Teresa Eguibar, que también trabajó paralos talleres de Arte Granda. 
A los pies, en relación con el relieve, se encuentra al lado de la escalera la pila bautismal, de forma cónica. 